# Francisco Orrego Vicuña
Francisco Ramón Orrego Vicuña (Santiago, 12 de abril de 1942-2 de octubre de 2018) fue un abogado, académico, diplomático y árbitro chileno. Ejerció como profesor de derecho internacional en la Facultad de Derecho y en el Instituto de Estudios Internacionales de la Universidad de Chile, y del Centro Heidelberg para América Latina. Orrego Vicuña fue miembro del Instituto de Derecho Internacional.

## Familia y estudios
Fue hijo del diplomático de carrera Fernando Orrego Vicuña y de Raquel Vicuña Viel. Cursó sus estudios secundarios en el Instituto Ramiro de Maeztu en Madrid, España; en el Lycée Français en El Cairo, Egipto; y en los establecimientos chilenos Colegio Saint George y Colegio de los Sagrados Corazones en Santiago de Chile.
Sus estudios universitarios los realizó en la Universidad de Chile, donde obtuvo el título de abogado en 1965. Posteriormente obtuvo un Ph.D. en Derecho Internacional en el London School of Economics and Political Science, en la Universidad de Londres.
En 1966 contrajo matrimonio con María Soledad Bauzá González, tuvieron tres hijos: Francisco, María Macarena y María Soledad. Francisco, de profesión también abogado, se desempeñó como subsecretario de Minería durante el primer gobierno del presidente Sebastián Piñera.

## Vida pública
Fue vicepresidente de la delegación chilena en la Tercera Conferencia de las Naciones Unidas sobre el Derecho del Mar (1974-1982). Entre 1979 y 1984 formó parte de la delegación de Chile en el proceso de mediación papal en el Conflicto del Beagle.
Entre 2005 y 2007 presidió el Instituto de Derecho Internacional, que integró desde 1991. Fue profesor visitante en las universidades de Stanford, París II, Miami, entre otras, y en la Academia de Derecho Internacional de La Haya.
Fue embajador de Chile en Londres entre 1983 y 1985 durante la dictadura de Augusto Pinochet. Presidió la Academia Chilena de Ciencias Sociales, Políticas y Morales entre 1995 y 2000, y en 2001 recibió el Premio Nacional de Humanidades y Ciencias Sociales. Fue el fundador y el primer presidente del Consejo Chileno para las Relaciones Internacionales.
En 2007 fue elegido miembro del Consejo Internacional de Arbitraje Comercial. Fue integrante de la Corte de Arbitraje Internacional de Londres y vicepresidente de la misma; árbitro de la firma 20 Essex Street Chambers en Londres; presidente e integrante de varios tribunales de arbitraje en el Centro Internacional de Arreglo de Diferencias Relativas a Inversiones y otros organismos; integrante de un panel de solución de controversias en la Organización Mundial del Comercio; y juez y expresidente del Tribunal Administrativo del Banco Mundial.
En 2008 fue designado por la Cancillería chilena como juez ''ad hoc'' en la Corte Internacional de Justicia en La Haya para representar al país en el diferendo por la delimitación del límite marítimo con Perú.
También fue juez ad hoc del Tribunal Internacional del Derecho del Mar, y desde 2012, juez del Tribunal Administrativo del Fondo Monetario Internacional. En 2017 fue admitido como Miembro Correspondiente en Chile de la Academia Nacional de Derecho y Ciencias Sociales de Buenos Aires.
Falleció el 2 de octubre de 2018.

## Distinciones
- Premio Nacional de Humanidades y Ciencias Sociales, Gobierno de Chile
- Medalla al Mérito, Universidad de Heidelberg[7]
- Elegido como el segundo árbitro más destacado del mundo a nivel general y el primero en la categoría de "árbitro neutral", según estudio de la firma Allen & Overy.[10]

## Obras
- La integración política: su realidad, su necesidad, Editorial Jurídica de Chile, 1966.
- Derecho de la integración latinoamericana (en colaboración), Editorial Depalma, Buenos Aires, 1969.
- América Latina y la cláusula de la nación más favorecida (en colaboración), Santiago, 1972.
- Chile y el derecho del mar, Editorial Andrés Bello, 1972.
- Tendencias del derecho del mar contemporáneo (en colaboración), Editorial El Ateneo, Buenos Aires, 1974.
- Ensayos sobre derecho internacional económico (en colaboración), 2 vol., Fondo de Cultura Económica, México, 1975.
- Los Fondos marinos y oceánicos, Editorial Andrés Bello, Santiago, 1976.
- Nuevas perspectivas del derecho internacional (en colaboración), 3 vol., Instituto de Estudios Internacionales de la Universidad de Chile, 1982.
- The Exclusive Economic Zone. A Latin American Perspective, Westview Press, 1984.
- Antarctic Resources Policy (en colaboración), Cambridge University Press, 1983.
- Antarctic Mineral Exploitation, The Emerging Legal Framework, Cambridge University Press, 1988.
- Chile y Argentina: nuevos enfoques para una relación constructiva, Consejo Chileno para las Relaciones Internacionales, 1989.
- The Exclusive Economic Zone: Regime and Legal nature under international law, Cambrigde University Press, 1989.
- La Zone Economique Exclusive dans la legislation et pratique des Etats, Editions de l'IHEI, Pedone, 1990.
- La Zona Económica Exclusiva: régimen y naturaleza jurídica en el Derecho Internacional, Editorial Jurídica de Chile, 1991. ISBN 9561008784
- Derecho Internacional de la Antártida, Editorial Dolmen, 1994.
- The Changing International Law of High Seas Fisheries, Cambridge University Press, 1999. ISBN 0521641934
- International Dispute Settlement in a Global Society: Constitutionalization, Accessibility, Privatization, Sir Hersch Lauterpacht Memorial Lectures, Cambridge University Research Centre for International Law, Forthcoming by Cambridge University Press, 2001. ISBN 0521842395